# Bangladeschische Badmintonmeisterschaft 1981
Die Bangladeschische Badmintonmeisterschaft 1981 war die 7. Austragung der nationalen Titelkämpfe im Badminton in Bangladesch.

## Sieger und Finalisten
| Disziplin       | Gold                                                     | Silber                                               |
| --------------- | -------------------------------------------------------- | ---------------------------------------------------- |
| Herreneinzel    | Shekh Abul Hashem (Engineering University)               | Monoar Ul Alam Babul (Biman)                         |
| Dameneinzel     | Kamrun Nahar Dana (University of Dhaka)                  | Sayeeda Marrium Tareq (Biman)                        |
| Herrendoppel    | Monsur Ahmed Khan Penu Monoar Ul Alam Babul (Biman)      | Golam Aziz Zilani A. N. Azad Bablu (Dhaka DSA)       |
| Damendoppel     | Sayeeda Marrium Tareq Rashida (Biman)                    | Saera Banu Munni Urmi Lohani (Biman)                 |
| Mixed           | Sultan Arefin Badar Kamrun Nahar Dana (Dhaka University) | Haradhon Nazia Akhter Juthi (Metropolitan Police SA) |
| Junioreneinzel  | Sadek (Dhaka DSA)                                        | Mitul (Metropolitan Police SA)                       |
| Juniorendoppel  | Shubho Surgent (Rongpur DSA)                             | Sarwar Alluddin (Mymensingh DSA)                     |
| Veteranendoppel | A. Islam Ahsanul Haque (SSA)                             | A. B. S. Safder R. Karim (Dhaka DSA)                 |